# Kasteel van Ludza
Het Kasteel van Ludza (Lets: Ludzas pils, Duits (historisch): Burg Ludsen) was een middeleeuws kasteel in de stad Ludza in het oosten van Letland.
De huidige ruïnes  vormen de belangrijkste toeristische attractie van de gemeente Ludza en worden beschouwd als symbool van de stad Ludza.

## Geschiedenis
De eerste vermelding is in 1433 toen de Lijflandse Orde een grote stenen burcht bouwde op de plaats van een ouder Letgaals houten heuvelfort. Het had drie verdiepingen, zes torens en twee voorburchten. Het werd gebouwd als een voorpost van de Lijflandse Orde, om de oostelijke grens van haar gebied en de handelsroutes met Rusland te verdedigen.
In 1481 viel het Grootvorstendom Moskou onder Ivan III het ordensgebied binnen en verwoestte het kasteel. Pas na 1525 en verbeterde relaties met Ivan IV kon de Orde het kasteel herstellen.
Aan het begin van de Lijflandse Oorlog in 1558 viel de Orde Krasnogorodsk aan en verwoestte een aantal plaatsen in het gebied van Pskov. Nog datzelfde jaar namen Russische troepen onder Grigori Temkin het kasteel in, maar werden uiteindelijk gedwongen zich terug te trekken. Uit geldnood beleende de Orde het kasteel. De Orde werd in 1561 opgeheven en het kasteel kwam aan het Poolse Hertogdom Lijfland, later Woiwodschap Lijfland. 
In 1577 werd het hertogdom Lijfland door de Russen onder Ivan IV binnengevallen en het kasteel verwoest. In 1582 kwam het terug onder Poolse heerschappij.
Gedurende de Pools-Zweedse Oorlog bezette het Zweedse leger in 1625 voor korte tijd het kasteel.
In de Pools-Russische oorlog van 1654 belegerde de Russische vojvode Lev Saltikov Ludza en nam het in. 
Naar een besluit van de Poolse sejm werd nog slechts het Kasteel van Daugavpils onderhouden en andere burchten in het gebied verwaarloosd. Hierop werd het kasteel van Ludza verlaten en verviel tot een ruïne.